# Revoluciones atlánticas

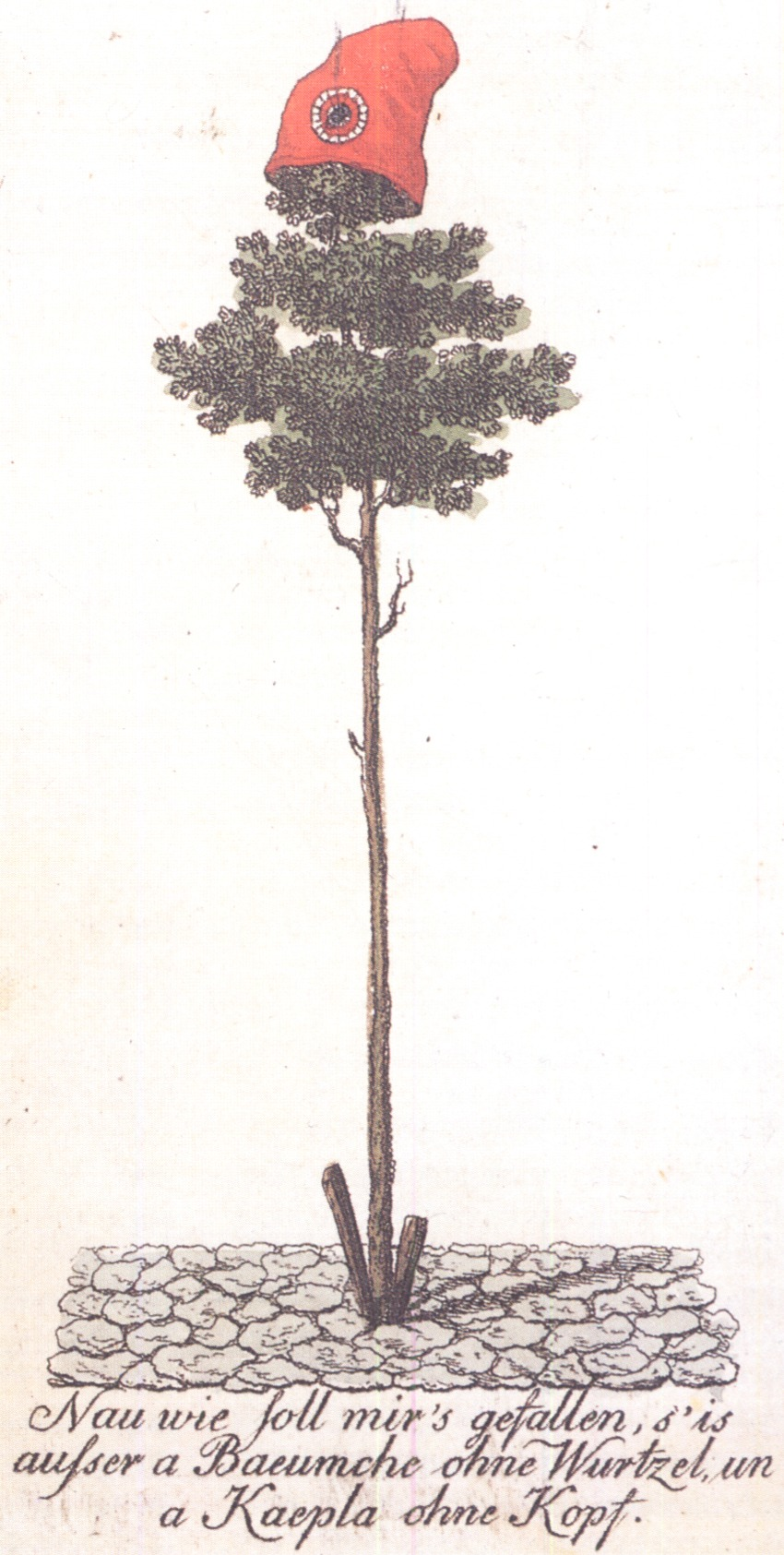
Un árbol de la libertad establecido en Maguncia en 1793. Estos símbolos fueron utilizados por varios movimientos revolucionarios de la época.

Las revoluciones atlánticas fueron un ciclo revolucionario que tuvo lugar entre finales del siglo XVIII y principios del XIX. Se asoció con el mundo atlántico entre las décadas de 1770 y 1820. Sacudió América y Europa, incluyendo Estados Unidos (1775-1783), Francia y la Europa controlada por Francia (1789-1814), Haití (1791-1804), Irlanda (1798) e Hispanoamérica (1810-1825). Hubo levantamientos más pequeños en Suiza, Rusia y Brasil. Los revolucionarios de cada país sabían de los demás y, en cierto grado, los inspiraban o emulaban.
Los movimientos de independencia en el Nuevo Mundo comenzaron con la Revolución estadounidense (1775-1783), durante la que Francia, los Países Bajos y España asistieron a los nuevos Estados Unidos de América, asegurando su independencia de Reino Unido. En la década de 1790 estalló la Revolución haitiana. Con España inmersa en las guerras napoleónicas y en sus propias revoluciones liberales, la mayoría de sus dominios en el continente americano también aseguraron su independencia alrededor de 1820.
En una perspectiva a largo plazo, las revoluciones extendieron ampliamente los ideales del republicanismo, el derrocamiento de las aristocracias, los reyes y las iglesias establecidas. Hicieron hincapié en los ideales universales de la Ilustración, tales como la igualdad de todos los hombres, incluida la igualdad de justicia bajo la ley por tribunales desinteresados, en contraposición a la justicia particular dictada al capricho de un noble local. Ellos mostraron que la noción moderna de revolución, de comenzar de nuevo con un gobierno radicalmente nuevo, podría realmente funcionar en la práctica. Las mentalidades revolucionarias nacieron y continúan floreciendo hasta nuestros días.

## Concepto de revoluciones del Atlántico
Después de que los contemporáneos ya en particular la Revolución estadounidense y la Revolución francesa había comparado y sus orígenes comunes e influencias recíprocas de intensos debates, fueron las revoluciones en la historiografía de la mayor parte del siglo XIX y la primera mitad del siglo XX todos como eventos clave dentro de las respectivas interpretaciones históricas nacionales. Solo en el contexto del inicio de la Guerra Fría y la fundación de la OTAN, el concepto de «revoluciones del Atlántico» surgió como un elemento unificador de las historias en Europa y América del Norte. Partiendo de la idea de un espacio histórico formado por un océano en términos de la Escuela de los Annales, Jacques Godechot y R. R. Palmer desarrollaron la idea de una «civilización del Atlántico», que se basa en una experiencia revolucionaria común entre los años 1770 y 1800, y deriva de ella estaba destinado valores democráticos. Este enfoque se reunió con algunas críticas considerables, ya que fue motivado ideológicamente, las omisiones de importantes desarrollos económicos y políticos, la complejidad y la individualidad de las diferentes revoluciones no cumplirá. Además, ni la revolución haitiana ni latinoamericana atrajeron la atención en las obras de Godechot y Palmer, que habían estado cada vez más en la mente de los historiadores desde finales de los años ochenta. Asimismo'', desde los años noventa se ha explorado la importancia de una serie de actores inicialmente inconscientes de las revoluciones, como esclavos, marineros y soldados. Desde alrededor del cambio de siglo llegó con el advenimiento de la historia mundial en el campo de la historia del Atlántico refuerza aspectos culturales e históricos y prácticas de trabajo en red entre las partes interesadas en las diversas revoluciones en el primer plano.

## Historia y causas

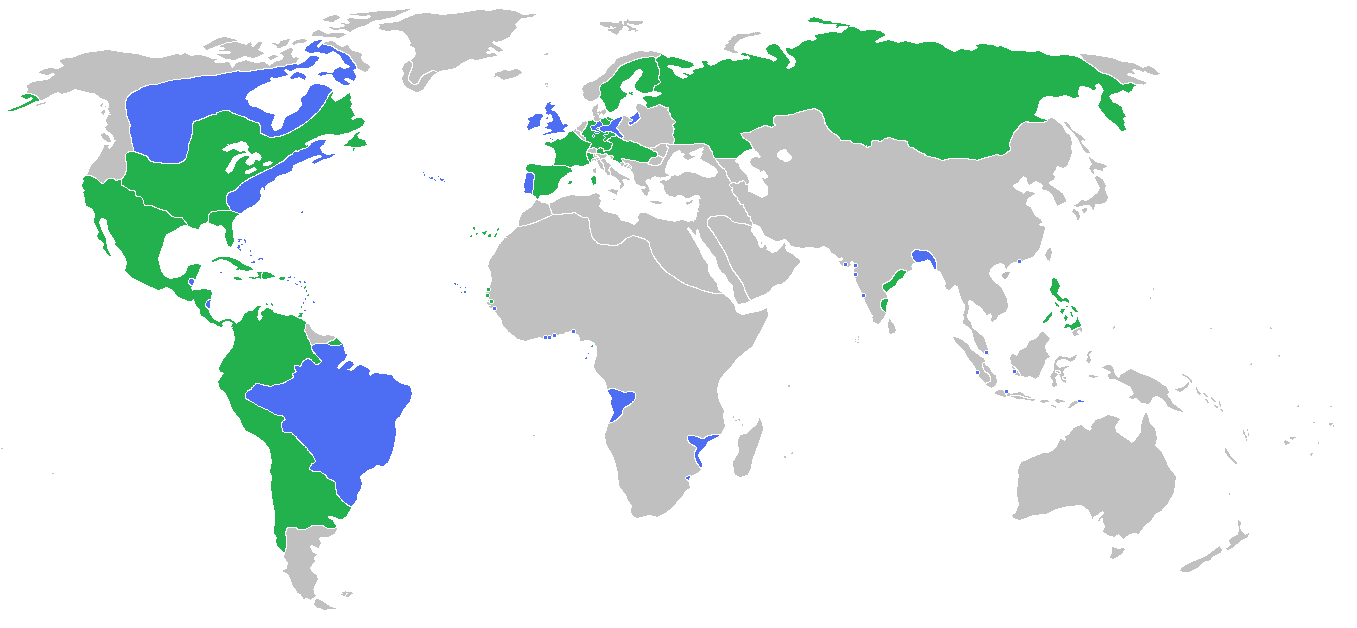
Alianzas y territorios de los participantes en la guerra de los Siete Años:
Gran Bretaña, Prusia, Portugal, aliados y sus colonias.
Francia, España, Austria, Rusia, Suecia, aliados y sus territorios de ultramar.

Las revoluciones del Atlántico tuvieron causas individuales, pero también algunas similares o comunes. El evento central fue el precursor de la guerra de los Siete Años (1756-1763), en la que no solo se vieron afectadas las potencias coloniales de Francia, Inglaterra y España, sino también sus pertenencias en África occidental y América. Los altos gastos militares de las potencias coloniales condujeron a una deuda severa, que trataron de revertir mediante el control y las medidas de reforma económica sobre sus poblaciones en Europa y en el extranjero. Como resultado, una parte de la población de altos impuestos sintió, particularmente en las colonias cargadas, un trato injusto económico y la representación en las instituciones políticas no era suficiente. Sin embargo, aunque en Francia se estaba negando la abolición de los privilegios en las fincas todavía dominadas por los feudales en una sociedad de castas, la población blanca de las Américas estaba mucho menos organizada jerárquicamente y estaba más interesada en conservar el statu quo. Tanto las élites intelectuales de Europa como las de las colonias fueron influenciadas por las ideas de la Ilustración, con una creciente fe en el progreso. Esto les permitió legitimar la revuelta contra el viejo orden y la introducción de las formas republicanas de gobierno y, por lo tanto, para invocar conceptos como la soberanía popular, la independencia nacional y los derechos humanos (incluso si no se implementaban de manera consistente). Para que estas ideas se propagaran al otro lado del Atlántico, así como las respectivas experiencias prácticas con redes en las que los periódicos, folletos y libros fueron intercambiados eran, como requisito previo, la creación de espacios públicos en cafés, clubes políticos y sociedades científicas.

## Revoluciones nacionales
- Revolución corsa (1755-1769)
- Revolución estadounidense (1763-1783)
- Revolución francesa (1789-1799)
- Revolución de Lieja (1789-1795)
- Revolución de Brabante (1787-1790)
- Revolución haitiana (1791-1804)
- Movimientos revolucionarios en Brasil
  - Conspiración Minera en Minas Gerais, Brasil (1789)
  - Conjura bahiana (revuelta de los alfaiates) en Bahía, Brasil (1798)
  - Revolución pernambucana en Pernambuco, Brasil (1817)
  - Declaración de independencia de Brasil (1821-1824)
- Guerras de Independencia en Hispanoamérica (1808-1833)
  - Guerra de Independencia de Argentina (1810-1825)
    - Revolución de Mayo (1810)
    - Revolución Oriental

  - Guerra de Independencia de Bolivia (1809-1825)
  - Guerra de Independencia de Chile (1813-1826)
  - Guerra de Independencia de Perú (1811-1826)
  - Guerra de Independencia de Colombia (1810-1825)
  - Guerra de Independencia de Ecuador (1820-1823)
  - Guerra de Independencia de Venezuela (1810-1823)
  - Guerra de Independencia de México (1810-1821)
- Segunda Guerra Cimarrón (1795-1796)
- Guerra ruso-polaca (1792) e insurrección de Kościuszko (1794)
- Revolución bátava (1795)
- Rebelión irlandesa (1798)
- Guerra de la Independencia Española (1808-1814)

Varios hilos de conexión entre estos diversos levantamientos incluyen una preocupación por los derechos humanos y la libertad del individuo; una idea (a menudo basada en John Locke o Jean-Jacques Rousseau) de la soberanía popular; la creencia en un contrato social, que a su vez fue codificado a menudo en constituciones escritas; un cierto complejo de convicciones religiosas con frecuencia asociado con el deísmo de Voltaire o el agnosticismo, y caracterizado por la veneración de la razón; y un aborrecimiento del feudalismo y a menudo de la propia monarquía. Las revoluciones atlánticas también tenían muchos símbolos compartidos, incluyendo el nombre patriota, utilizado por tantos grupos revolucionarios, y el eslogan de la Libertad (Lady Liberty o Marianne), esto es, el gorro frigio, el árbol de la libertad o el polo de la libertad, y así sucesivamente.

## Personajes y movimientos históricos
- George Washington (Estados Unidos)
- Thomas Jefferson (Estados Unidos)
- Benjamin Franklin (Estados Unidos)
- Manuel Belgrano (Argentina y Bolivia)
- Hijos de la Libertad (América del Norte)
- Marqués de Lafayette (Francia y América del Norte)
- Patriottentijd (Países Bajos)
- Société des amis des Noirs (Francia)
- Napoleón Bonaparte (Francia y gran parte de Europa)
- Richard Price y Joseph Priestley (Gran Bretaña)
- Club Jacobino (Francia, 1789-1794)
- Logia Lautaro
- Maximilien Robespierre (Francia)
- Pasquale Paoli (Córcega)
- Sociedad de los Irlandeses Unidos (Irlanda, 1791-1804)
- Thomas Paine (Gran Bretaña y América del Norte)
- Sociedad de los Amigos del Pueblo (Gran Bretaña, 1792)
- Society of the United Scotsmen (Escocia)
- Society of the United Englishmen
- Wolfe Tone (Irlanda)
- Toussaint Louverture (Haití)
- London Corresponding Society (Londres)
- Francisco de Miranda (Venezuela)
- Hijos de la Libertad (Estados Unidos)
- Tadeusz Kościuszko (Polonia)
- Conspiración Minera (Brasil, 1789)
- Conjura bahiana (Brasil, 1798)
- Martín Miguel de Güemes (Argentina)
- Simón Bolívar (Venezuela, Colombia, Ecuador, Perú y Bolivia)
- José de San Martín (Argentina, Chile y Perú)
- José Artigas (Uruguay y Argentina)
- José María Morelos (México)
- Miguel Hidalgo y Costilla (México)
- Agustín de Iturbide (México)
- Vicente Guerrero (México)
- Doceañistas (España)